# Muanza (distrito)
Muanza é um distrito da província de Sofala, em Moçambique, com sede na povoação de Muanza. 
Tem limite, a norte com o distrito de Cheringoma, a leste com o Oceano Índico, a sul com o distrito do Dondo, a noroeste com os distritos de Chibabava e a oeste com o distrito de Gorongosa.
De acordo com o Censo de 1997, o distrito tem 15 306  habitantes e uma área de 5 731 km², daqui resultando uma densidade populacional de 2,7 h/km². A 1 de Janeiro de 2005 a população estava estimada em cerca de 19 195 habitantes, e uma densidade populacional de 3,3 habitantes/Km². Dois terços da área do distrito é ocupada pelo Parque Nacional da Gorongosa.

## Divisão administrativa
O distrito está dividido em dois postos administrativos (Galinha e Muanza), compostos pelas seguintes localidades:
- Posto Administrativo de Galinha:
  - Galinha
- Posto Administrativo de Muanza: 
  - Muanza

## História
Até à reforma administrativa de 1980, estava integrado no distrito de Cheringoma.